# Bredvingad kornlöpare
Bredvingad kornlöpare (Amara majuscula) är en skalbaggsart som först beskrevs av Maximilien de Chaudoir 1850.  Bredvingad kornlöpare ingår i släktet Amara, och familjen jordlöpare. Arten är reproducerande i Sverige.